# 薩日基
48°57′25″N 28°54′33″E / 48.95694°N 28.90917°E
薩日基（烏克蘭語：Сажки），是烏克蘭西南部的村莊，隸屬文尼察州的文尼察區。該村面積1.15平方公里，海拔高度253米，2001年人口140，人口密度每平方公里121.74人。